# 関口宏のザ・ベストセレクション
関口宏のザ・ベストセレクション（せきぐちひろしのざ・べすとせれくしょん）は、BS-TBSで2010年4月17日 - 2011年3月19日、土曜 20:00 - 21:54に放送された関口宏の冠番組、ドキュメント映像を厳選されるVTRも紹介。

## ナビゲーター
- 関口宏（俳優、フリーアナウンサー）
- 三上真奈（当時フリーアナウンサー、2013年現在はフジテレビアナウンサー）

## ラインアップ
- 大アフリカ1「大地」
- 十二代目市川團十郎の魂
- 熊野千年の時を超えこだまする声
- 四万十川 究極の体感飛行
- アジア最後の秘境〜世界遺産・コモド諸島 激流の海に挑む〜
- プラネットカラー
- 大アフリカ2「生命（いのち）」
- 遷都1300年!唐招提寺物語「色彩が語る天平の美」
- 超スペクタル!古代エジプト 夢と冒険
- キレない子どもを育てる
- 銀座今昔物語(2010年8月7日[1])
- 大アマゾン孤高の民族
- 大アフリカ3「ヒト」
- 遷都1300年!唐招提寺物語「仏像が秘める天平の極み」
- 日本の寿司が世界を変える〜ロンドン・パリの回転寿司
- 大アフリカ4「王国」
- ナスカ地上絵の真実
- 遷都1300年!唐招提寺物語「木が証す天平の終焉」
- 大アフリカ5「パワー」
- 命の水辺はいま〜日本の水が危ない!
- イルカが僕らに勇気をくれた
- 最後のいっぴき物語
- 限界 吾（わ）の村なれば　ほか